# Winter Carols
Winter Carols is een studioalbum van Blackmore's Night met de winter- en kersttijd als thema.

## Nummers
1. "Hark The Herald Angels Sing / Come All Ye Faithful" - 3:48
2. "I Saw Three Ships" - 2:39
3. "Winter (Basse Dance)" - 3:08
4. "Ding Dong Merrily On High" - 3:15
5. "Ma-O-Tzur" - 2:20
6. "Good King Wenceslas" - 4:45
7. "Lord Of The Dance / Simple Gifts" - 3:33
8. "We Three Kings - 4:48
9. "Wish You Were Here" - 5:04
10. "Emmanuel" - 3:30
11. "Christmas Eve" - 4:20
12. "We Wish You A Merry Christmas" - 1:25